# Cobitis vardarensis
Cobitis vardarensis är en fiskart som beskrevs av Stanko Karaman 1928. Cobitis vardarensis ingår i släktet Cobitis och familjen nissögefiskar. IUCN kategoriserar arten globalt som livskraftig. Inga underarter finns listade i Catalogue of Life.